# Резня в Яхини
Во время внезапного нападения на Израиль 7 октября 2023 года на еврейский праздник Симхат Тора боевики террористической организации ХАМАС из сектора Газа вторглись в мошав Яхини на юге Израиля, убивая десятки его жителей.

## Ход событий
Около 7:39 утра в один из самых весёлых праздников еврейского календаря Симхат Тора 7 октября 2023 года отряд исламских террористов из ХАМАСа с автоматическим оружием на белом пикапе «Тойота», нарушив государственную границу Израиля, совершил набег на еврейский религиозный мошав через боковые ворота, поскольку главные ворота были закрыты из-за постоянного решения общины традиционного поселения закрывать ворота в Шаббат.
Восемь террористов в военной форме с автоматами с ходу убили четырёх человек, а позже убили ещё троих: одного в своём доме, а другого во время, когда он выгуливал собаку. Кроме того, в перестрелке во время нападения на один из домов поселения была убита женщина-полицейская.
Раввин мошава в это время находился за границей в Таиланде и помог противостоянию через местный дом Хабада, пока не вылетел обратно в Израиль. На видео, снятом с камеры наблюдения у ворот мошава, видно, как вооружённые автоматами террористы разгружают фургон и совершают набег на мошав. Спустя некоторое время один из них был замечен стреляющим в двух молодых женщин, которые укрылись за машиной у въездных ворот.
Один из убитых — Йонатан Хаджаби, чей отец Нир Хаджаби, майор батальона «Даниэль», срочно вернувшийся из отпуска за границей командовать резервным батальоном ещё до смерти сына, заявил: «Я найду время оплакать своего сына, а пока нам надо принять бой».
После резни в мошаве террористы продолжили нападение на кибуц Гевим. В мошаве Яхини находилось 18 членов дежурного отряда, но ни у кого из них не было автоматического оружия, за исключением раввина, а только пистолеты.

## Память
7 ноября 2023 года по всему Израилю был объявлен «День гражданского траура».